# Аргіродерма
Аргіродерма (Argyroderma N.E.Br.) — рід багаторічних високосукулентних рослин з родини аїзових (Aizoaceae).

## Етимлогія
Ця назва походить від двох грецьких слів: argyros — «срібний» і derma — «шкіра», що натякає на сріблястий відтінок листя цієї рослини.
Рід був описаний англійським ботаніком Ніколасом Брауном в 1922 році.

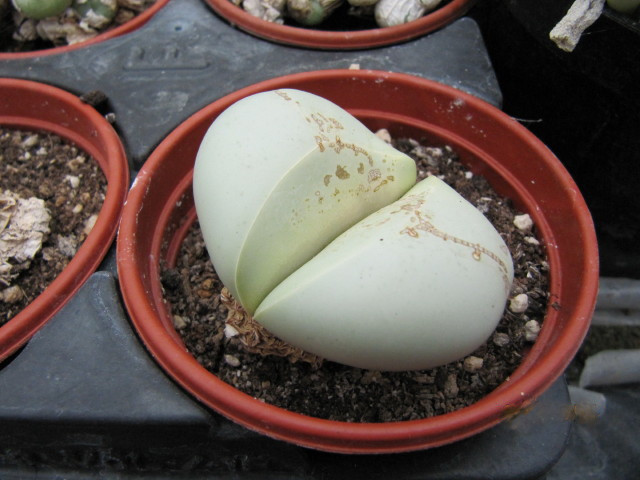
Argyroderma testiculum

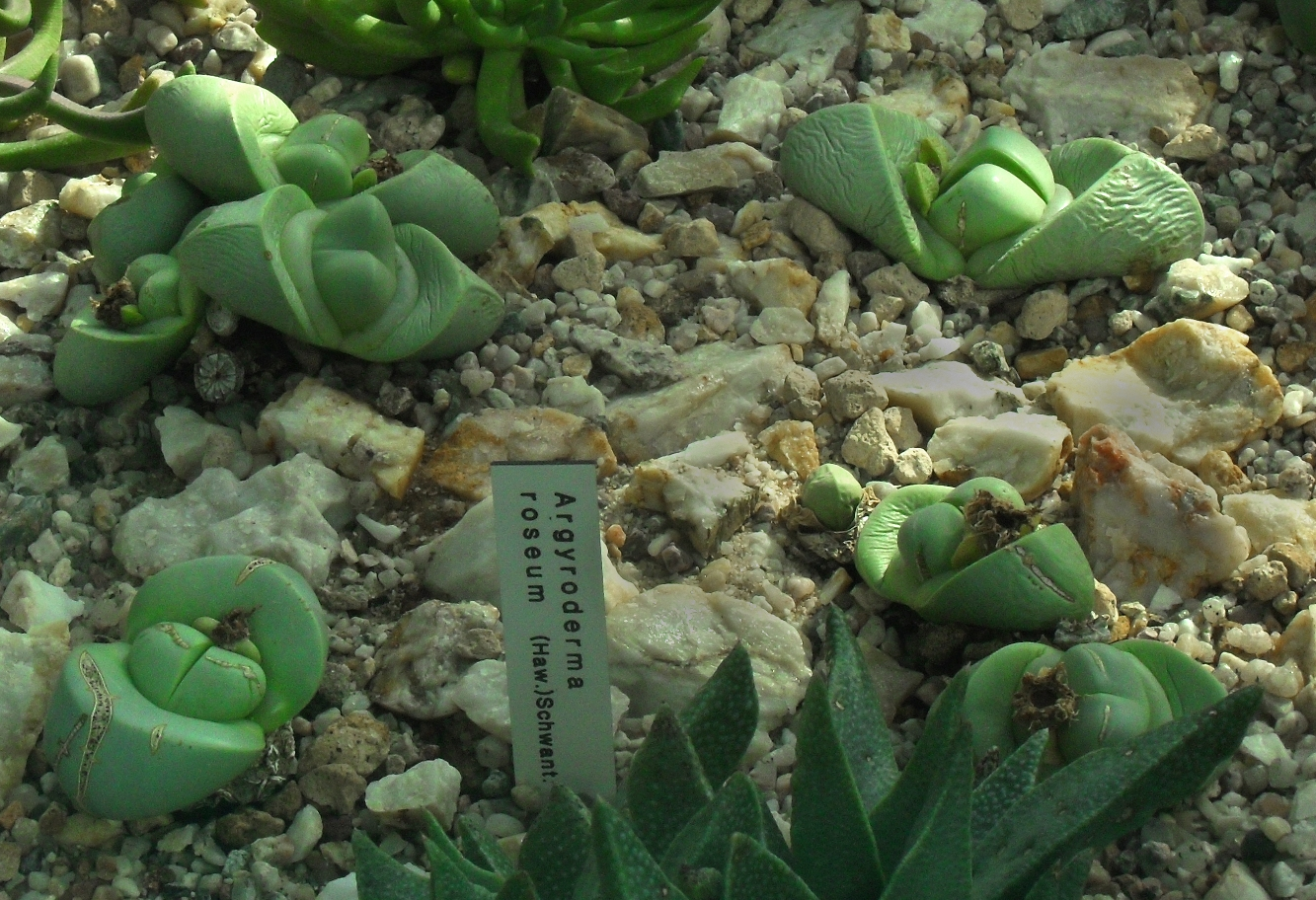
Argyroderma roseum

## Морфологічні ознаки
Рослини одиночні або утворюють дернини. На одному пагоні хрестоподібно розташовані по 2 — 4 листки. Листкові пластинки короткі, товсті, часто яйцеподібні, 2 — 3 см в діаметрі. Верхня сторона листка — плоска або трохи опукла, нижня — сильно опукла, біля основи листки часто до половини зростаються. Листя — вапняно-зелені, або сіро-зелені. Квітки — одиночні, сидячі або на коротких квітконіжках, жовті, рожеві, інколи білі. Цвітуть у листопаді. Після цвітіння старі листя поступово відмирають, і починає утворюватися нова пара листя. Молоді рослини зацвітають на 3 — 4-1 рік.
В природі зазвичай ростуть невеликими групами, що містять 8-12 рослин.

## Догляд та утримання
Аргіродермам необхідний дуже пухкий субстрат з мінімальним вмістом органіки. Оптимальна суміш листової, дернової землі, грубозернистого піску в співвідношенні 1:0,5:1. Повинен бути організований хороший дренаж, тому що при застої води рослини легко втрачають коріння. Цим рослинам потрібно надати максимум світла з великою кількістю сонячних променів. Поливати їх слід акуратно. При перезволоженні швидко загнивають. Взимку утримують без поливу при температурі 12-15 °С.
Розмножують переважно насінням.
В кімнатній культурі найчастіше зустрічається Аргіродерма рожева (Argyroderma roseum — синонім Argyroderma delaetii).

## Поширення
Відомий 61 вид цих рослин, які поширені у Капській провінції (Малий Намакваленд), де вони ростуть на кам'янистих і піщаних ґрунтах серед уламків кварца. Своєрідний камуфляж дозволяє аргіродермам залишатися непомітними в таких місцях.